# In nome di mia figlia
In nome di mia figlia (Au nom de ma fille) è un film del 2016 diretto da Vincent Garenq e scritto da lui stesso insieme con Julien Rappeneau. La pellicola è tratta da una storia vera riguardante il caso Dieter Krombach.

## Trama
La vicenda inizia nel 1982 quando Kalinka, la figlia quattordicenne del commercialista André Bamberski, muore in circostanze misteriose mentre è in vacanza in Germania con la madre e il patrigno, il dottor Dieter Krombach. Dopo aver letto il referto dell'autopsia ed avere scoperto negligenze ed omissioni importanti nella sua esecuzione, André comincia a coltivare il sospetto che la morte di Kalinka non sia stata un semplice incidente. Dopo essere infatti venuto a conoscenza delle strane cure mediche a cui il dottor Krombach aveva sottoposto la ragazza il giorno prima della morte, si convince che la responsabilità della morte è da imputare al patrigno, arrivando ad intentare un processo con l'accusa di omicidio.
 Non riuscendo però a farlo incriminare in Germania, André cerca di far aprire un procedimento giudiziario in Francia, a seguito del quale ottiene una condanna a quindici anni di reclusione ed in seguito un mandato di cattura internazionale. Bamberski dedicherà il resto della vita nella ricerca di giustizia per sua figlia, arrivando a servirsi della stampa per far eco alle vicende di incompetenza giudiziaria di cui è stato oggetto il suo caso ed a commettere egli stesso vari reati al fine di assicurare alla giustizia l'assassino di sua figlia.
 Krombach verrà finalmente arrestato solamente quasi trent'anni dopo l'omicidio della figlia di André.